# Carex cubensis
Carex cubensis är en halvgräsart som beskrevs av Georg Kükenthal. Carex cubensis ingår i släktet starrar, och familjen halvgräs. Inga underarter finns listade i Catalogue of Life.